# Lac-Drolet
Lac-Drolet è un comune del Canada, situato nella provincia del Québec, nella regione di Estrie.